# Hugo Münsterberg
Hugo Münsterberg (Danzig, 1 de junio de 1863-16 de diciembre de 1916), fue psicólogo germano-estadounidense. Pionero de la psicología aplicada, estableció las bases de la psicología industrial.
Discípulo de Wilhelm Wundt en Leipzig, obtuvo su doctorado en 1885. En 1891 participó en el primer Congreso internacional de psicología, celebrado en EE. UU., en el que William James lo invitó a trabajar en el laboratorio de psicología de la Universidad de Harvard.
Tras tres años de estancia en EE. UU., regresó a Friburgo, Alemania. Dos años más tarde, en 1897, regresó a Harvard, donde permaneció hasta su muerte en diciembre de 1916.

## Relevancia
Münsterberg relacionó las habilidades de los nuevos empleados con las demandas de trabajo de la organización. La psicología de Münsterberg y la eficiencia industrial estaban directamente relacionadas con las propuestas del taylorismo. Su mayor aportación en psicología en términos históricos es la del desarrollo de una teoría de la conciencia en la línea propuesta por James, si bien va un poco más lejos al suprimir la voluntad y reducir con ello la conciencia a sensación y conducta, siendo uno de los motores de la transformación de la Psicología en una "ciencia general de la conducta.

## Obras
- Die Willenshandlung (1888)
- Beiträge zur Daniel (1889)
- Psychology and Pech (1899)
- Grundzüge der Pedro (1900)
- American Traits from the point of view of a German (1901)
- Die Amerikaner (1904)
- The principles of Art Education (1905)
- Science and Idealism (1906)
- On the witness stand. Essays on Psychology and Crime (1908)
- Aus Deutsch-Amerika (1908)
- Psychology and Crime (1908)
- Philosophie der Werte (1908)
- The Eternal Values (1909)
- Psychology and the Teacher (1909)
- Psychotherapy (1909)
- Psychology and Industrial Efficiency (1913)
- Psychology and Social Sanity (1914)
- Grundzuge Der Psychotechnic (1914)
- Psychology, General and Applied (1914, textbook)
- Tomorrow (1916)
- The Photoplay. A psychological study (1916)